# 대안 (금)
대안(大安, 1209년 1월 ~ 1211년)은 금나라 폐제(廢帝) 위소왕(衛紹王) 완안 영제(完顔永濟)의 첫번째 연호이다. 2년 11개월 가량 사용하였다.

## 개원
- 태화(泰和) 9년 1월 28일[1](1209년 3월 5일)에 연호를 대안(大安)으로 개원함.[2][3][4]

- 대안(大安) 4년 1월 1일[5](1212년 2월 5일)에 연호를 숭경(崇慶)으로 개원함.[2][6][4]

## 연대 대조표
| 대안       | 원년           | 2년        | 3년        |
| 서기(西紀) | 1209년         | 1210년     | 1211년     |
| 간지(干支) | 기사(己巳)     | 경오(庚午) | 신미(辛未) |
| 남송(南宋) | 가정(嘉定) 2년 | 3년        | 4년        |

## 동시대 연호

### 중국
송(宋)
- 가정(嘉定) (1208년 ~ 1224년)

서하(西夏)
- 응천(應天) (1206년 ~ 1209년)
- 황건(皇建) (1210년 ~ 1211년)
- 광정(光定) (1211년 ~ 1223년)

대리국(大理國)
- 천개(天開) (1205년 ~ 1225년)

서요(西遼)
- 천희(天禧) (1177년 ~ 1211년)

### 베트남
- 찌빈롱응(治平龍應) (1205년 ~ 1210년)
- 끼엔자(建嘉) (1211년 ~ 1224년)

### 일본
- 조겐(承元) (1207년 ~ 1211년)
- 겐랴쿠(建曆) (1211년 ~ 1213년)

## 같이 보기
- 다른 왕조의 같은 연호
  - 서하(西夏) 대안(大安, 1074년 ~ 1085년)
  - 요(遼) 대안(大安, 1085년 ~ 1094년)

- 중국의 연호 목록